# Valea Bisericii (okręg Gorj)
Valea Bisericii – wieś w Rumunii, w okręgu Gorj, w gminie Samarinești. W 2011 roku liczyła 266 mieszkańców.